# لودفيج شتراوس
لودفيج شتراوس (28 مارس 1835 - 23 أكتوبر 1899) هو عازف كمان نمساوي وقائد أوركسترا هالي في مدينة مانشستر.

## حياته
وُلِد شتراوس في بريسبورج (براتيسلافا الحالية) في دولة سلوفاكيا. درس في معهد فيينا للموسيقى من عام 1843 إلى عام 1848، كتلميذ لـجوزيف بوم ؛ ظهر لأول مرة في عام 1850، وبعد خمس سنوات قام بجولة في إيطاليا؛ في عام 1857 تعرف على صديق عمره عازف الكمان الجهير كارلو ألفريدو بياتي ، وقام بجولة معه في ألمانيا والسويد . من عام 1860 إلى عام 1864 كان أستاذًا للحفلات الموسيقية في مدينة فرانكفورت الألمانية، وخلال هذه السنوات زار إنجلترا بشكل متكرر، وفي عام 1864 أقام هناك. 
ظلَّ قائدًا لـأوركسترا هالي في مدينة مانشستر الإنجليزية، وكان شخصية مألوفة في الحفلات الشعبية في لندن. كان أول عازف كمان في فرقة الملكة. تقاعد بسبب سوء حالته الصحية عام 1893، وعاش منذ ذلك الوقت وحتى وفاته في كامبريدج. 
كان عزفه، سواء على الكمان أو الفيولا ، يتمتع بمميزات جديرة بالاهتمام ورائعة للغاية؛ كان مثاليًا في الأداء الجماعي، وكانت قدرته على محو الذات منسجمة مع شخصيته اللطيفة وحبه الخالص للفن الذي ميزه طوال حياته. كان شهيرًا بشخصيته المحبوبة وتأثيره الهادئ في عمله الذي أثر على عصره. 
كان عم ووصي الكيميائية إيدا فرويند. وقد منحت تركتها فيما بعد أموالاً إلى الكلية الملكية للموسيقى في مانشستر باسمه.